# Bonplandia (Hanover)
Bonplandia (Hanover) (abreviado Bonplandia) fue una revista ilustrada con descripciones botánicas que fue editada en Hanover, Londres y París. Se publicaron diez números en los años 1853-1862, con el nombre de Bonplandia. Zeitschrift für die gesammte Botanik. Officielles Organ der K. L.-C. Akademie der Naturforscher. Herausgegeben von E. G. Seemann... Hannover, London, Paris.